# Bromargirita
La bromargirita és un mineral d'argent i brom, químicament bromur d'argent. Pertany al grup de la clorargirita. El nom prové de la combinació de brom i argyros (argent en grec) que fan referència als elements químics que conté.

## Característiques
Cristal·litza en el sistema cúbic i té una duresa de 2,55 a l'escala de Mohs. La seva fórmula química és AgBr i la seva densitat és de 6,5 g/cm³. Predominen els exemplars de color groguencs.
Segons la classificació de Nickel-Strunz, la bromargirita pertany a «03.AA - Halurs simples, sense H₂O, amb proporció M:X = 1:1, 2:3, 3:5, etc.» juntament amb els següents minerals: marshita, miersita, nantokita, iodargirita, tocornalita, clorargirita, carobbiïta, griceïta, halita, silvina, vil·liaumita, salmiac, lafossaïta, calomelans, kuzminita, moschelita, neighborita, clorocalcita, kolarita, radhakrishnaïta, callacolloïta i hephaistosita.

## Formació i jaciments
Es troba com a mineral secundari a la zona d'oxidació dels dipòsits de minerals d'argent, notablement en les regions àrides. Sol trobar-se associada a altres minerals com: plata nativa, wulfenita, piromorfita, malaquita, limonita, jarosita, cerussita, atacamita, iodargirita, smithsonita, i òxids de ferro i òxids de manganès.

## Varietats
Es coneixen tres varietats de bromargirita: bromargirita clòrica, bromargirita iòdica i bromargirita mercúrica, depenent de si la seva composició conté clor, iode o mercuri respectivament. Aquests exemplars només s'han trobat a la província de Copiapó, Xile.